# Woldemar Gerschler
Woldemar Gerschler (* 14. Juni 1904 in Meißen; † 28. Juni 1982 in Freiburg im Breisgau) war ein deutscher Leichtathletiktrainer. Als Bundestrainer betreute er 1936, 1952, 1956 und 1960 die deutschen Leichtathleten im Bereich Mittelstrecke.

## Leben
Nach dem Abitur in Meißen studierte er Germanistik, Geschichte und Sport an der Universität Leipzig (u. a. bei Hermann Altrock). Nach dem Studium war er einige Jahre als Lehrer an einem Gymnasium, ehe er hauptberuflich Trainer wurde. Zum 1. Mai 1933 trat er der NSDAP bei (Mitgliedsnummer 2.450.353). Er entdeckte in Dresden den damals noch völlig unbekannten Rudolf Harbig, dessen Trainer er wurde.

Beim 800-Meter-Lauf Harbigs am 21. Juli 1937 in Chemnitz wurde Gerschler durch einen Hammer getroffen. Daraufhin wurde er mit inneren Verletzungen in ein Krankenhaus gebracht und rang wochenlang mit dem Tod. Er erholte sich erst nach Monaten. Gerschler führte Harbig zu mehreren Weltrekorden (1939), wodurch er zum Reichstrainer aufstieg. Aus dieser Zeit stammen auch seine Lehrbücher zum Weit- und Dreisprung. Nach dem Zweiten Weltkrieg wirkte Gerschler auch als Fußballtrainer, so in der Frühjahrsserie der Saison 1947/48 beim FC St. Pauli und danach 1948/49 bei Eintracht Braunschweig. 
In Braunschweig betreute Gerschler auch die Leichtathleten des Vereins, die vor allem im Gehen Ende der 1940er und Anfang der 1950er Jahre zur deutschen Spitze zählten und zahlreiche Deutsche Meistertitel erringen konnten. 
Der von Gerschler trainierte Rudi Lüttge stellte 1948 in Braunschweig einen (inoffiziellen) Weltrekord auf. 
Gerschler fungierte ab 1948 auch als Lehrwart des Deutschen Leichtathletik Ausschusses, dem Vorläufer des Deutschen Leichtathletik-Verbandes.
Am 1. Dezember 1949 wurde Gerschler auf Betreiben von Herbert Reindell zum Direktor des Instituts für Leibesübungen der Albert-Ludwigs-Universität Freiburg ernannt. Da er nicht promoviert war, wurde er jedoch nur als Akademischer Oberrat bezahlt. Erst kurz vor seinem Ruhestand wurde er zum Professor ernannt, so dass er 1971 emeritiert wurde.

## Trainingsmethoden
Woldemar Gerschler entdeckte Rudolf Harbig, den er mittels der damals neuartigen Trainingsmethode des Intervalltrainings Ende der 1930er Jahre in die Weltspitze auf der 800-m-Strecke führte. Der inzwischen in Freiburg arbeitende Gerschler experimentierte im Training an einer Theorie der kurzen Trainingsstrecken, indem er forderte, die Athleten im Training „so schnell laufen zu lassen, dass die Tempoanforderungen, die vom Wettkampf her gestellt wird, ihm gemäßigt und durchaus erfüllbar erscheint.“ 
Das Intervalltraining Freiburger Prägung war im Wesentlichen physiologisch ausgerichtet, da es sich an den Pulswerten orientierte. Auch maß er dem bis dahin vernachlässigten Training während der Wintermonate mehr Wert bei, indem er ausführte, dass „ein Langstreckler sich von der Art, die sein sommerliches Training aufweist, nicht zu weit entfernen“ sollte. Er trainierte auch die Olympiateilnehmerin von 1936 Käthe Krauß.

## Schriften
- Weit- und Dreisprung. Limpert, Berlin 1937. (3. Auflage. 1943)
- Harbigs Aufstieg zum Weltrekord. Verlag Hermann Püschel, Dresden 1939.
- Das Intervalltraining: Physiologische Grundlagen, praktische Anwendungen und Schädigungsmöglichkeiten (u. a. mit Herbert Reindell). Verlag J. A. Barth, München 1962.

## Auszeichnungen
- Für seine Leistungen um den Sport erhielt Gerschler die Verdienstmedaille des Landes Baden-Württemberg.